# Ікатібант
Ікатібант — препарат-блокатор брадикінінових B2-рецепторів, протиалергічний препарат, який застосовується для симптоматичної терапії гострих приступів ангіоневротичного набряку у дорослих з дефіцитом інгібітора C1-естерази.
Ікатібант визнаний деякими країнами орфанним препаратом.
В якості функціонального аналога в Україні використовується препарат Фіразир (Firazyr).

## Фармакологічна дія
Ікатібант діє як інгібітор брадикініна шляхом блокування зв'язування ендогенного брадикініна з брадикініновими B2-рецепторами, що протидіє розвитку фармакологічної дії брадикініна.
Деякі європейські фахівці вважають ікатібант за ефективний препарат інтенсивної терапії для блокування механізму набряку легень при тяжких проявах коронавірусної хвороби 2019.